# 蹈火节

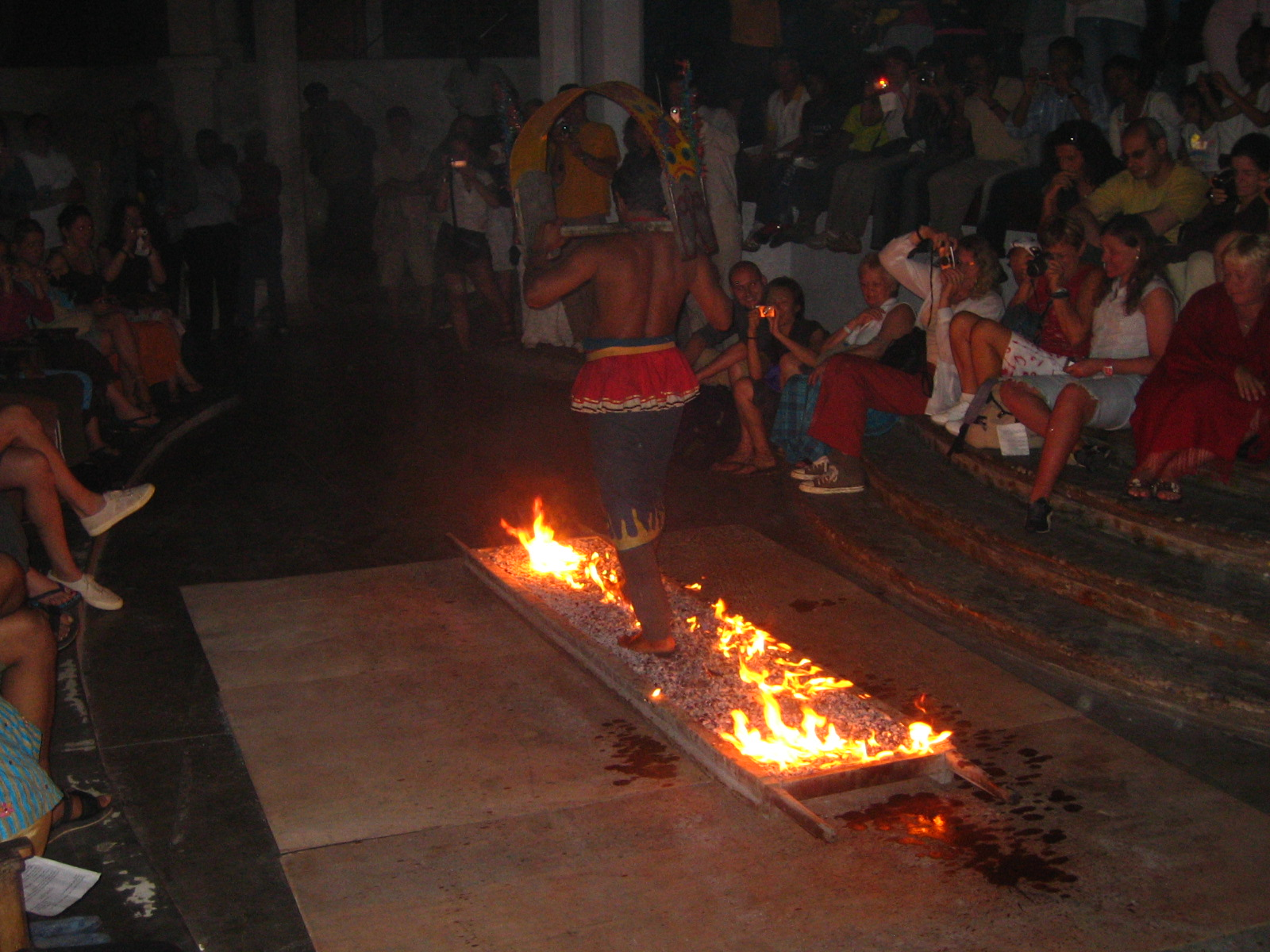
火路。

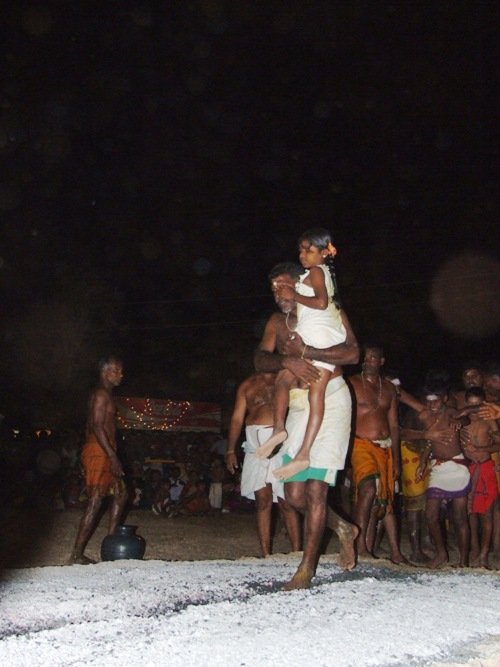
斯里蘭卡Udappu村的一名父親，掮起女兒一起走過火堆。

蹈火節（坦米爾語： Kundam），是印度教的傳統節日，起源自印度南部泰米尔纳德邦，並在泰米爾曆的Aipasi月份慶祝（大約為公曆的10月至11月）。節日裏，地上會鋪着炙熱的木材，而信徒們則會步過火路。